# Leukokorine
Leukokorine (lat. Leucocoryne), rod lukovičastih trajnica iz porodice zvanikovki, dio potporodice lukovki. Postoji četrdesetak vrsta, sve čileanski endemi
Leukokorine su uključene u podtribus Leucocoryninae.

## Vrste
1. Leucocoryne alliacea Lindl.
2. Leucocoryne angosturae Ravenna
3. Leucocoryne angustipetala Gay
4. Leucocoryne appendiculata Phil.
5. Leucocoryne arrayanensis Ravenna
6. Leucocoryne candida Ravenna
7. Leucocoryne codehuensis Ravenna
8. Leucocoryne conconensis Ravenna
9. Leucocoryne coquimbensis F.Phil. ex Phil.
10. Leucocoryne coronata Ravenna
11. Leucocoryne curacavina Ravenna
12. Leucocoryne dimorphopetala (Gay) Ravenna
13. Leucocoryne editiana Ravenna
14. Leucocoryne foetida Phil.
15. Leucocoryne fragrantissima Ravenna
16. Leucocoryne fuscostriata Ravenna
17. Leucocoryne gilliesioides (Phil.) Ravenna
18. Leucocoryne inclinata Ravenna
19. Leucocoryne incrassata Phil.
20. Leucocoryne ixioides (Sims) Lindl.
21. Leucocoryne leucogyna Ravenna
22. Leucocoryne lilacea Ravenna
23. Leucocoryne lituecensis Ravenna
24. Leucocoryne lurida Ravenna
25. Leucocoryne macropetala Phil.
26. Leucocoryne maulensis Ravenna
27. Leucocoryne modesta Ravenna
28. Leucocoryne mollensis Ravenna
29. Leucocoryne narcissoides Phil.
30. Leucocoryne odorata Lindl.
31. Leucocoryne pachystyla Ravenna
32. Leucocoryne pauciflora Phil.
33. Leucocoryne porphyrea Ravenna
34. Leucocoryne praealta Ravenna
35. Leucocoryne purpurea Gay
36. Leucocoryne quilimarina Ravenna
37. Leucocoryne reflexa Grau
38. Leucocoryne roblesiana Ravenna
39. Leucocoryne rungensis Ravenna
40. Leucocoryne simulans Ravenna
41. Leucocoryne subulata Ravenna
42. Leucocoryne taguataguensis Ravenna
43. Leucocoryne talinensis Mansur & Cisternas
44. Leucocoryne tricornis Ravenna
45. Leucocoryne ungulifera Ravenna
46. Leucocoryne valparadisea Ravenna
47. Leucocoryne violacescens Phil.
48. Leucocoryne vittata Ravenna